# 黑格山
47°54′10″N 15°40′01″E / 47.90282°N 15.66705°E

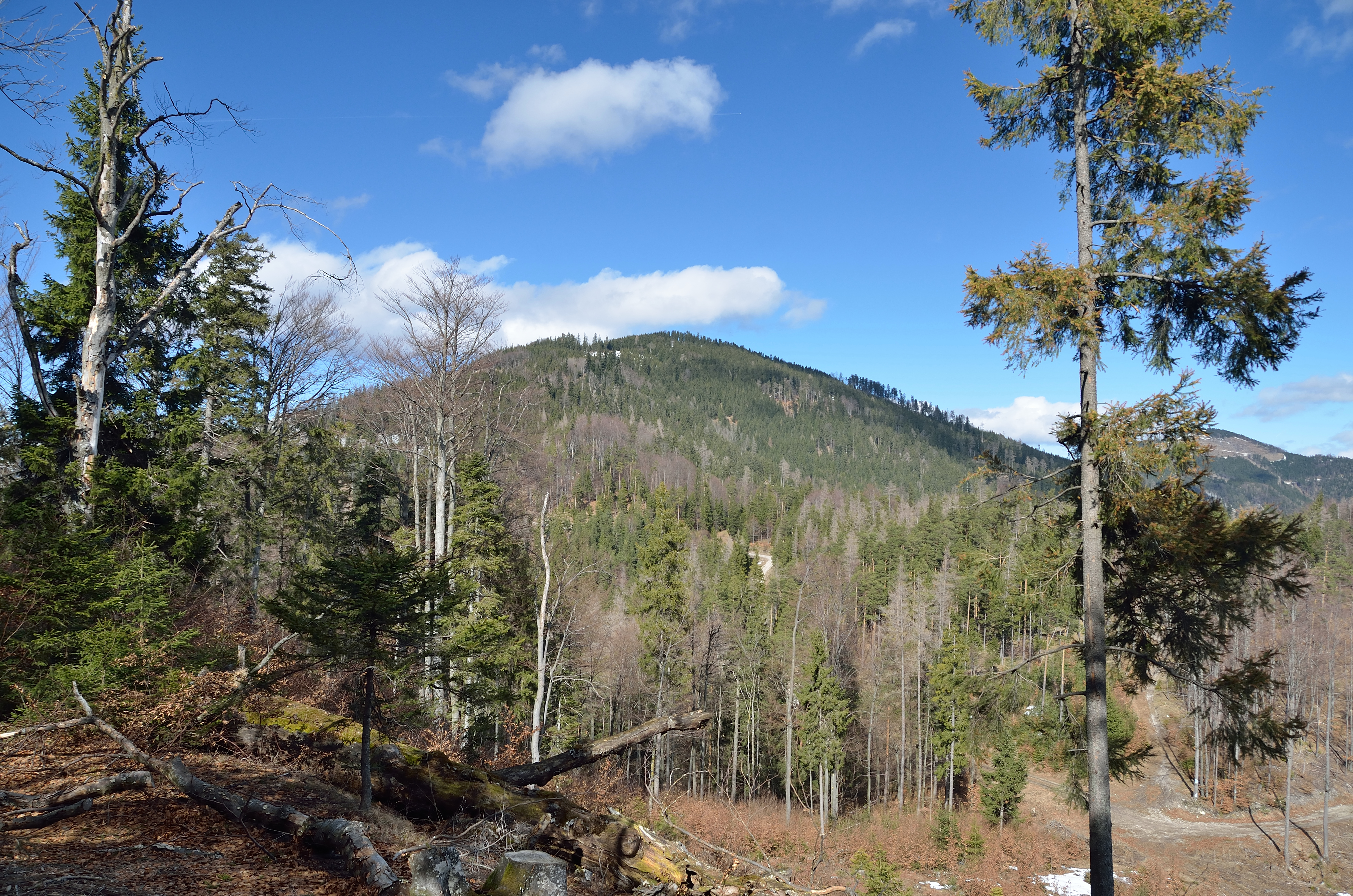

黑格山（德語：Hegerberg），是奧地利的山峰，位於該國東部，由下奧地利州負責管轄，屬於古滕施泰因阿爾卑斯山脈的一部分，距離約夏特山3.1公里，海拔高度1,179米。